# James Ross Mellon
James Ross Mellon (nacido en 1942), conocido como Jay y Jamie, es un escritor. Es miembro de la familia Mellon y ha sido llamado el patriarca de la rama de la familia descendiente de William Larimer Mellon Sr.. Nacido en los Estados Unidos, hijo de Matthew y Gertrude Mellon, más tarde renunció a su ciudadanía estadounidense y se convirtió en ciudadano de los territorios británicos de ultramar mientras establecía residencia en Mónaco.

## Primeros años y educación
James Mellon es el segundo hijo de Matthew T. Mellon y Gertrude Mellon. Según el cronista de la familia Mellon, David Koskoff, tiene una personalidad diferente a la de su difunto hermano, Karl, y James representa las «tradiciones de la clase alta inglesa de ayer». Asistió a la Escuela St. Paul y se graduó de la Universidad de Yale.

## Trayectoria
Según Koskoff, James se fascinó con las armas a una edad temprana. Fue un consumado cazador de caza mayor que realizó numerosos safaris y escribió un libro, African Hunter, sobre la caza en África en general y sus cacerías en particular. En 1969, se mudó a Delhi, India, que utilizó como punto de partida para emprender cacerías de animales exóticos en India, Afganistán, Nepal, Mongolia, Irán, Pakistán y Tailandia.
Mellon renunció a su nacionalidad estadounidense en 1977 y se instaló en Mónaco, aunque mantenía un ático en la ciudad de Nueva York. Es ciudadano de los Territorios Británicos de Ultramar.
Una segunda edición de African Hunter, publicada en la década de 1980, fue vendida exclusivamente por Abercrombie & Fitch. En 2011, Mellon escribió una biografía de Thomas Mellon, The Judge: A Life of Thomas Mellon, Founder of a Fortune.
A principios de la década de 2000, se hacía referencia a James como el patriarca de la familia Mellon.

### Finanzas
Mellon fue nombrado en los archivos Offshore Leaks publicados por el Consorcio Internacional de Periodistas de Investigación (ICIJ) en 2013. Según el ICIJ, «utilizó cuatro empresas en las Islas Vírgenes Británicas y Liechtenstein para negociar valores y transferir decenas de millones de dólares entre cuentas bancarias en el extranjero que controlaba... A menudo utilizaba los nombres de terceros como directores y accionistas de sus empresas, en lugar de los suyos propios».
En la década de 2020, luchó sin éxito contra una demanda por mora fiscal interpuesta en su contra por el Servicio de Impuestos Internos, argumentando que no tenía obligaciones tributarias con Estados Unidos debido a su residencia y ciudadanía principalmente extranjeras; según James, su hogar estadounidense estaba ocupado exclusivamente por su esposa Vivian, y la pareja vivía «vidas interesantes y separadas».

## Vida personal
En 1985, Mellon se casó con la hija de Hans Ruesch, Vivian, en una ceremonia en Italia. En aquel momento, la columnista de sociedad Aileen Mehle lo describió como alguien que había estado «en la cima de la lista de los solteros más codiciados durante años».
Según Koskoff, era una figura paterna para su sobrino, Christopher Mellon, quien estaba distanciado de su propio padre, Karl, el hermano de James.